# Bruno Coppi
Bruno Coppi (Gonzaga, 19 de novembro de 1935) é um físico ítalo-americano na área de física de plasma.
Em 1959, Coppi obteve seu doutoramento pelo Instituto Politécnico de Milão e foi em seguida docente e pesquisador científico na Universidade de Milão. Posteriormente, em 1961, passou a ser pesquisador no Laboratório da Física de Plasma de Princeton. De 1964 a 1967 atuou como professor assistente na Universidade da Califórnia em San Diego, de 1967 a 1969 no Instituto de Estudos Avançados e a partir de 1968 atuou como professor no Instituto Tecnológico de Massachusetts. E na década de 1980, Coppi foi membro da equipe de ciência na sonda espacial Voyager 2.
Coppi trabalhou com física teórico de plasma, plasmas espaciais e fusão termonuclear controlada. Iniciou no MIT o programa do tokamak Alcator C-Mod, o que levou ao programa russo-americano Ignitor, que visa a construção de perto de Moscovo um reator de fusão com Coppi como principal investigador do projeto. Além disso, Coppi tem uma participação importante no programa do Tokamak Frascati, na Itália.
Em 1987 Coppi recebeu o prêmio James Clerk Maxwell de Física do Plasma e também o Prêmio de Excelência em Física de Plasmas da American Physical Society. É membro da Academia de Artes e Ciências dos Estados Unidos desde 1976 e da Associação Americana para o Progresso da Ciência, além de ser fellow da American Physical Society. Ele recebeu o Prêmio Americano Dante Alighieri, o Prêmio Ciência do governo italiano, e a medalha de ouro do Instituto Politécnico de Milão. Ele foi nomeado Grande Cavaleiro da Ordem do Mérito da República Italiana.